# Pseudosuberites incrustans
Pseudosuberites incrustans är en svampdjursart som först beskrevs av Thiele 1898.  Pseudosuberites incrustans ingår i släktet Pseudosuberites och familjen Suberitidae. Inga underarter finns listade i Catalogue of Life.